# Eupithecia sodalis
Eupithecia sodalis là một loài bướm đêm trong họ Geometridae.